# 木村凛
木村 凛（きむら りん、1998年3月18日 - ）は、日本の元子役。Genキッズに所属していた。

## 人物
- 血液型はO型。
- 趣味は漫画を描くこと。
- 特技はバスケットボール、水泳。
- 好きな食べ物はさくらんぼ。
- 好きなアーティストはE-girls、EXILE。

## 出演

### テレビドラマ
- ABUアジア子どもドラマシリーズ「ダイスケの悩み」（2007年7月30日、NHK教育）

### CM
- 東芝テック

### VP
- 三井不動産
- プルデンシャル生命

### 雑誌
- Sho-Boh（2007年、海王社）

### DVD
- りんBoh→ダンス（2007年4月27日、海王社）
- 美少女学園 Vol.33 初等部 木村凛（2007年8月25日、アイマックス）